# Confédération de Tyszowce

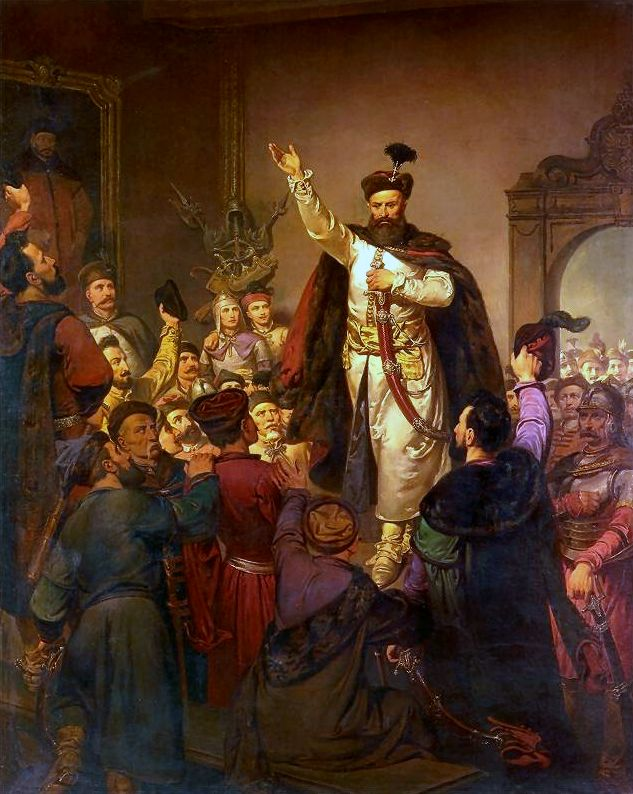
La Confédération de Tyszowce de Walery Eljasz Radzikowski

La Confédération de Tyszowce (en polonais : Konfederacja tyszowiecka) est créée 29 décembre 1655 à Tyszowce, à l'Est de Zamość sous l'impulsion de Stanisław Rewera Potocki, grand hetman de la Couronne. L'armée catholique polonaise, offensée par le Siège du monastère de Jasna Góra (en) par les Suédois, proclame un soulèvement national qui marque le tournant de la guerre entre Pologne et la Suède.

## Sources
- (en) Cet article est partiellement ou en totalité issu de l’article de Wikipédia en anglais intitulé « Tyszowce Confederation » (voir la liste des auteurs).

- (pl) Cet article est partiellement ou en totalité issu de l’article de Wikipédia en polonais intitulé « Konfederacja tyszowiecka » (voir la liste des auteurs).